# Bernard Gimenez
Bernard Gimenez, né le 22 mars 1966 à Mont-de-Marsan, est un footballeur français. 
Ce milieu remporte avec les Girondins de Bordeaux, son club formateur, le championnat de France en 1985 et 1987.

## Biographie
Formé aux Girondins de Bordeaux, Gimenez dispute son premier match en équipe première en juin 1983, à 17 ans. Deux ans plus tard, il dispute 9 matchs au cours d'une saison qui voit son club remporter le titre de champion de France. Dans les années suivantes, il reste au club sans parvenir à s'imposer comme titulaire, jouant une dizaine de rencontres par saison toutes compétitions confondues. En 1991-1992, son club est relégué administrativement en D2 : il dispute 28 matchs et participe à la remontée. Après une dernière année blanche, il quitte Bordeaux pour le Nîmes Olympique, en D2. Il ne joue que 11 matchs et arrête sa carrière professionnelle.
Il porte par la suite les couleurs du Stade montois, le club de sa ville natale, en Nationale 2, Nationale 1 et CFA, jusqu'en 1999.

## Palmarès
- Champion de France en 1985 et 1987 avec les Girondins de Bordeaux.
- Champion de France de D2 en 1992 avec les Girondins de Bordeaux.